# シャルル＝マリ＝ルネ・ルコント・ド・リール
シャルル＝マリ＝ルネ・ルコント・ド・リール（フランス語: Charles-Marie-René Leconte de Lisle, 1818年10月22日 - 1894年7月17日）は、フランスの高踏派の詩人、また劇作家。姓だけのルコント・ド・リールがペンネームである。

## 生涯
西南インド洋、『ブルボン島』(Île Bourbon)(現、レユニオン島)のサン＝ポール(Saint-Paul)に生まれた。ブルターニュ出身の父とラングドック出身の母とは、そこで農園を経営していた。4歳から14歳までナントに学んで島に戻り、ヴォルテール、ルソー、ラマルティーヌ、ユーゴーなどを読み、詩や随筆を試みた。また、インドや東南アジアに遊んだ。
7月王政期の1837年(19歳)、レンヌ大学(Université de Rennes)に入って法学を学ぶかたわら文学に親しんだ。1841年、法律のバカロレア資格を得た。1846年、シャルル・フーリエの空想的社会主義に共鳴して、パリに移り、同派の『デモクラシー・パシフィック』紙(La Democratie Pacifique)および『ファランジュ』誌(Phalange)の編集委員として、(後に『古代詩集』に纏められる)詩や短編を発表し、ユートピアを求めつつ、古代の神話・芸術への関心を深めた。
1848年の2月革命のときには、植民地の奴隷廃止運動の先頭に立ったものの、革命で成った第2共和制が1852年ナポレオン3世の第2帝政へ移行したのを機に政治と絶縁し、翻訳などの内職をしながらパリで文筆に専念した。
1852年、34歳のときの『古代詩集』では、詩は詩の世界に閉じこもるべきと宣言し、ギリシア神話の神々をうたった。終生、感情の吐露を排し客観的な描写に徹する詩風であった。
1862年、『夷狄詩集』を出した頃から、カチュール・マンデス、シュリ・プリュドム、フランソワ・コペー(François Coppée)、ジョゼ・マリア・ド・エレディア(José María de Heredia)らが、ド・リールの『土曜サロン』に集まり始め、1866年、彼らの第1次「現代高踏詩集」(Le Parnasse contemporain)が発刊された。
第3共和制の1872年(54歳)に、上院図書館の司書となり生活が安定した。翌年韻文悲劇『復讐の女神たち』がオデオン座で上演された。
1883年(65歳)、レジオン・ドヌール勲章二等を受けた。1884年(66歳)、『悲劇詩集』に、アカデミー・フランセーズ賞が与えられた。1885年に詩王(Prince des poètes)に、1886年にアカデミー・フランセーズの会員に選ばれた。
1894年7月17日、滞在していたイヴリーヌ県ヴォアザン村(Voisins)の知人の別荘で、肺炎のため急逝した。パリ6区のサン・シュルピス教会で葬儀が執り行われ、モンパルナス墓地に葬られた。

## おもな文業
- 『古代詩集』(Poèmes antiques)(1852)
- 『詩と韻文』(Poèmes et poésies)(1855)(夷狄詩集の先行)
- 『全韻文』(Poésies complètes)(1858)(古代詩集と「夷狄詩集中の詩」との纏め」)
- 『夷狄詩集』(Poèmes barbares)(1862)
- 『復讐の女神たち(悲劇)』(Les Érinnyes, tragédie)(1873)
- 『悲劇詩集』(Poèmes tragiques)(1884)
- 『エレーヌ 叙情劇』(Hélène, drame lyrique)(1883 - 1884)
- 『アポロニード 叙情劇』(L'Apollonide, drame lyrique)(1888)
- 『最後の詩集』(Derniers Poèmes)(1895)没後

## 作品の音楽
ド・リールの文業をもととした音楽作品には以下のものなどがある。
- ジュール・マスネ作曲
  - 『復讐の女神たち』劇音楽、(1873)
- ガブリエル・フォーレ作曲
  - 『イスファハンの薔薇』(Les roses d'Ispahan)(悲劇詩集)、op.39 - 4(1884)
  - 『ネル』(Nell)(古代詩集)、op.18 - 1(1878)
  - 『リディア』(Lydia)(古代詩集)、op.4-2(1870)
  - 『ばら』(La rose)、op.51-4(1890)(1888)
  - 『消え去らぬ香り』(Le parfum impérissable)(悲劇詩集)op.76-1(1897)
- アンリ・デュパルク作曲
  - 『フィディレ』(Phidylé)(古代詩集)、(1882)
- エルネスト・ショーソン作曲
  - 『蜂雀』(Le colibri)(詩と韻文)、op.2-7(1882)
  - 『ナニー』(Nanny)(古代詩集)、op.2-1(1882)
  - 『せみ』(La cigale)、Op.13-4(1887)
  - 『エレーヌ』(Hélène)、Op.7(1887)
  - 『ヴェーダの讃歌』(Hymne vedique)、Op.9(1887)
  - 『婚礼の歌』(Chant Nuptial)、Op.15(1901)
- クロード・ドビュッシー作曲
  - 『亜麻色の髪の乙女』(La fille aux cheveux de lin)(古代詩集)、(1910)
  - 『ジャヌ』(Jane)(古代詩集)、(1881)
- モーリス・ラヴェル作曲
  - 『紡ぎ車の歌』(Chanson du rouet)(古代詩集)、(1852)
- レイナルド・アーン
  - 『リデ』(Lydé)(古代詩集)、(1900)
  - 『テュンダリス』(Tyndaris)(古代詩集)、(1900)
  - 『フィリス』(Phyllis)(古代詩集)、(1900)

## 日本語訳
ド・リールの文業の日本語訳は、一部の詩に限られている。
- 上田敏訳:『真昼』(Midi)(古代詩集)、「海潮音、本郷書院(1905)→ 新潮文庫(2006)ISBN 9784101194011」の中
- 上田敏訳:『大飢餓』(Sacra fames)(悲劇詩集)、前同
- 上田敏訳:『象』(Les éléphants)(詩と韻文)、前同
- 安藤俊次訳:『夜の女神』(Nox)(古代詩集)、「窪田般彌編:フランス詩大系、青土社(1989)ISBN 9784791763429」のp.357
- 安藤俊次訳:『太陽のヘラクレス』(Héraklès solaire)(古代詩集)、前同のp.358

なお、上記の歌曲を収録した、たとえば『フォーレ歌曲集』などのCD類の解説冊子に、原詩と訳詞とが記載されている。